# Advances in Cognitive Psychology
Advances in Cognitive Psychology – czasopismo naukowe, poświęcone badaniom nad ludzkim umysłem. Właścicielem periodyku jest Akademia Ekonomiczno-Humanistyczna w Warszawie. Ze względu na międzynarodowy charakter ACP przyjęto, że językiem publikacji będzie język angielski. Począwszy od 2008 roku pismo wydawane jest w sposób ciągły w trybie on-line w oparciu o technologię Metapress. ACP znajduje się w wykazie czasopism naukowych polskich i zagranicznych prowadzonym przez Ministra Nauki i Szkolnictwa Wyższego dla potrzeb oceny parametrycznej jednostek naukowych z przyznaną liczbą 70 punktów. Czasopismo jest notowane
w bazach naukowych takich jak: PubMed, Scopus, EBSCO, PsychINFO oraz DOAJ.

## Zawartość tematyczna
- artykuły naukowe prezentujące oryginalne wyniki badań empirycznych z zakresu różnych aspektów współczesnej psychologii
ze szczególnym uwzględnieniem: psychologii poznawczej, behawioralnej oraz neuropsychologii;
- analiza artykułów zamieszczonych w branżowych periodykach naukowych;
- informacje o konferencjach naukowych;
- recenzje książek.

## Rada Programowa (Academic Board)
- Ulrich Ansorge (Osnabrück)
- Christian Buechel (Hamburg)
- Melvine Goodale (London Ontario)
- Markus Kiefer (Ulm)
- Isabelle Peretz (Montreal)
- Ernst Poeppel (Munich)
- Bruno Repp (New Haven)
- Ingrid Scharlau (Paderborn)
- Vincent Walsh (London)

## Komitet Redakcyjny (Editorial Board)
- Gisa Aschersleben (Saarbrücken)
- Denis Burnham (Sydney)
- Simone Dalla Bella (Warsaw)
- Anna Grabowska (Warsaw)
- Peter Keller (Leipzig)
- Guenther Knoblich (Birmingham)
- Iring Koch (Aachen University)
- Grzegorz Króliczak (Oregon)
- Markus Lappe (Muenster)
- Bernd Leplow (Halle)
- David J. Lewkowicz (Boca Raton, Princeton)
- Andrzej Nowak (Warsaw, Boca Raton)
- Michael Rose (Hamburg)
- Severine Samson (Lille, Paris)
- Elisabet Service (Hamilton)
- Michael Spivey (Ithaca, NY)
- Kate Stevens (Sydney-Bankstown)
- Rob van der Lubbe (Enschede)
- Rolf Verleger (Lübeck)
- Dirk Vorberg (Braunschweig)
- Claus-Christian Carbon (Bamberg)